# Frans Janssen (bisschop)
Frans Janssen (Boschkapelle, 20 september 1912 - Venlo, 19 december 1987) was een Nederlands geestelijke en bisschop van de Rooms-Katholieke Kerk.
Janssen trad op 16 september 1932 te Panningen in bij de Congregatie der Missie (C.M.), ook wel Lazaristen genoemd, en werd op 23 juli 1939 gewijd als priester van de Lazaristen. In 1939 ging hij naar Brazilië en werkte in de opleiding van de diocesane clerus te Fortaleza en Mossoró. In 1953 werd hij tot viceprovinciaal benoemd van de Nederlandse lazaristen in Brazilië.
In 1956 verzocht de overheid hem de leiding op zich te nemen van de nieuw aangenomen werken in Ethiopië.
Op 21 mei 1959 werd hij door de Heilige Stoel benoemd tot apostolisch vicaris van Gimma (Ethiopië) en titulair bisschop van Coeliana.
Op 31 juli 1959 werd hij tot bisschop gewijd door Petrus Moors, met als mede-consecratoren de bisschoppen Baeten en Bekkers in de parochiekerk van Panningen. Om gezondheidsredenen kwam Frans Janssen in 1971 terug naar Nederland. Op 4 juli 1972 nam hij ontslag als bisschop.
In 1976 werd hij benoemd tot pastoor te Broekhuizen. Na een lang en zwaar ziekbed overleed hij te Venlo op 19 december 1987 en werd op 24 december van datzelfde jaar begraven te Broekhuizen.

## Bron
- Bishop Frans Janssen, C.M. †